# Дингуль (приток Коржи)
Дингуль — река в России, протекает в Прилузском районе Республики Коми. Устье реки находится в 31 км по левому берегу реки Коржа. Длина реки составляет 10 км.
Исток реки среди холмов на Северных Увалах в 25 км к востоку от посёлка Коржинский. Генеральное направление течения — север, всё течение проходит по ненаселённому холмистому таёжному массиву. Впадает в Коржу в 23 км к северо-востоку от посёлка Коржинский.

## Данные водного реестра
По данным государственного водного реестра России и геоинформационной системы водохозяйственного районирования территории РФ, подготовленной Федеральным агентством водных ресурсов:
- Бассейновый округ — Двинско-Печорский
- Речной бассейн — Северная Двина
- Речной подбассейн — Малая Северная Двина
- Водохозяйственный участок — Юг
- Код водного объекта — 03020100212103000012624